# Pleasant View (Tennessee)
Pour les articles homonymes, voir Pleasant View.
Pleasant View est une municipalité américaine située dans le comté de Cheatham au Tennessee.

## Géographie
D'après le Bureau du recensement des États-Unis, la municipalité de Pleasant View s'étend sur 12,52 milles carrés (32,43 km2).

## Histoire
La localité est fondée vers 1790 par John Hyde et Howard Alley. Elle porte d'abord les noms de Bradley's Crossroads, Bradley's Stand et Turnbull Horse Stamp et sert de halte sur la route entre Nashville et Clarksville. Elle est renommée vers 1870 en référence à la « vue plaisante » (en anglais : pleasant view) qu'elle offre. Pleasant View devient une municipalité en 1996, retrouvant un statut qu'elle possédait déjà entre 1921 et 1931.

## Démographie
Selon le recensement de 2010, Pleasant View compte 4 149 habitants.